# Taizo Yoshida
Taizo Yoshida (jap. 吉田泰造 Yoshida Taizo; ur. 24 kwietnia 2006) – japoński zapaśnik walczący w stylu klasycznym. Piąty na mistrzostwach świata w 2024. 
Złoty medalista mistrzostw Azji w 2024. Mistrz Azji kadetów w 2017 roku.